# Стеняев, Олег Викторович
Оле́г Ви́кторович Стеня́ев (род. 8 апреля 1961, Орехово-Зуево, Московская область) — священник Русской православной церкви, протоиерей; с 2004 года клирик храма Рождества Иоанна Предтечи в Сокольниках.
Писатель, богослов и публицист, проповедник и миссионер. Специализируется в области сектоведения и сравнительного богословия. Руководитель Центра реабилитации жертв нетрадиционных религий имени Алексея Хомякова.

## Биография
Родился 8 апреля 1961 года в городе Орехово-Зуево Московской области. Окончил школу рабочей молодёжи. Работал на заводе токарем-расточником. Проходил срочную службу во Внутренних войсках МВД СССР.
В 1981 году был чтецом в церкви. В 1982 году поступил в Московскую духовную семинарию. По семейным обстоятельствам курс семинарии полностью не окончил. После был рукоположён в сан диакона и служил в Тамбовской, Ивановской и Московской епархиях.
Ещё будучи диаконом, начал миссионерство, и в 1990 году был главным редактором и издателем журнала «Амвон: Православный журнал в помощь катехизатору, миссионеру и христианской семье».
В начале 1990-х годов перешёл в Русскую православную церковь заграницей (РПЦЗ), и епископами РПЦЗ был рукоположён в сан священника. В Новосибирской епархии, в городе Куйбышеве организовал приход РПЦЗ. Вернувшись в Москву, стал духовником московского отделения Национально-патриотического фронта «Память», штаб-квартира которой находилась в Марфо-Мариинской обители.
24 ноября 1993 года перешёл в Московский патриархат, где был принят в сане диакона. По словам патриарха Алексия II, «мы признаём каноничность рукоположения клириков Зарубежной Церкви только в том случае, если рукоположение совершалось для приходов за пределами территории Московского Патриархата. Например, отец Олег Стеняев был рукоположён в сан иерея РПЦЗ где-то в Сибири. Мы не признали его рукоположения, и он, вернувшись в Московский Патриархат, был принят в сущем сане диакона. Во время богослужения, которое я совершал в храме Зачатьевского монастыря, он принёс покаяние, после чего ему было благословлено носить стихарь, и он заканчивал службу диаконом».
В 1994 году был рукоположён в сан священника Русской православной церкви (РПЦ) и назначен штатным священником храма в честь иконы Божией Матери «Всех скорбящих радость» на Большой Ордынке.
В 2000 году был назначен настоятелем храма святителя Николая на Большой Серпуховской улице; храм не был передан общине и все попытки выселить из храма модельное агентство и театральную студию не увенчались успехом.
С 2004 года является клириком храма Рождества Иоанна Предтечи в Сокольниках.
В 2005 году экстерном сдал экзамены за курс семинарии и получил диплом об окончании Перервинской православной духовной семинарии при Николо-Перервинском монастыре; поступил в Московскую духовную академию, которую в 2007 году экстерном окончил и успешно защитил дипломную работу «Реабилитация лиц, пострадавших от деятельности нетрадиционных религий», получив степень бакалавра богословия. После успешного окончания духовной академии был возведён в сан протоиерея.
В 2010 году после убийства его друга — священника Даниила Сысоева — продолжил вести регулярные библейские беседы по четвергам в храме Апостола Фомы на Кантемировской, которые раньше вёл Даниил Сысоев.
Ныне регулярно служит в храме Рождества Иоанна Предтечи в Сокольниках, ведет библейские беседы, совершает миссионерские поездки, пишет и издаёт новые книги. Отец Олег регулярно служит молебен и проводит беседы в 17 часов по понедельникам на подворье Православной церкви Чешских земель и Словакии при храме Святителя Николая в Котельниках.

## Миссионерская деятельность
Известен проповедью православия среди сектантов (представителей нетрадиционных религий).
Состоит председателем редакционного совета газеты «Миссионерское обозрение» (приложение к газете «Православная Москва») и ведущим программ на радио «Радонеж».
Около 1999 года по благословению епископа Белгородского Иоанна (Попова) совершил миссионерское путешествие в Индию.
В 2000 году был направлен в Чечню, где проводил беседы с солдатами и мирными жителями, и совершил несколько крещений, в том числе и бывших мусульман.
С 9 по 17 мая 2007 года совершил паломническую поездку в Израиль на Святую Землю с группой паломников, состоящей в основном из радиослушателей радио «Радонеж».

## Конфликт с Дворкиным
В июле 2011 года на Youtube была выложена видеозапись беседы отца Олега Стеняева с представителями мусульман, состоявшаяся в 2006 году в помещении культурно-просветительского центра «Ахль Сунна ва-ль-Джамаа» в Москве. Среди прочего, в ходе беседы отец Олег говорил, что мусульмане почитают того же Бога, что и христиане.
Данное видео вызвало реакцию Александра Дворкина, который 29 октября 2012 года опубликовал критическую статью об этой беседе. В статье Дворкин комментировал отдельные высказывания Стеняева, сделанные в ходе его беседы с мусульманами. В начале статьи Дворкин пишет:

Всё, что прот. Олег говорит в ходе этой беседы (и о чём он умалчивает), вызывает шок и недоумение. Я показывал видеозапись самым различным православным христианам: от простых верующих (в том числе бывших мусульман) и студентов богословия до маститых протоиереев и спрашивал их мнение. У всех она вызывала те же самые чувства, что и у меня: каждый признавал, что в этой беседе выпускник Духовной Академии и протоиерей Православной Церкви излагает православную веру так, что ни от Православия, ни от вообще христианства в ней почти ничего не остаётся.
14 ноября было опубликовано открытое письмо отца Олега Стеняева в ответ на статью Дворкина. В письме Стеняев пишет, что признаёт некоторые неточности в своих высказываниях и выражает удивление резким тоном статьи Дворкина. Далее по тексту письма Стеняев приводит свои аргументы в ответ на замечания Дворкина по поводу конкретных цитат (всего 12 страниц).
На сторону Дворкина встал протоиерей Александр Новопашин, который 27 ноября опубликовал своё открытое письмо Стеняеву, где поддержал позицию Дворкина.
9 февраля 2013 года в блоге благотворительного фонда «Миссионерский центр имени иерея Даниила Сысоева» появилась следующая запись: «На 11 февраля планируется заседание Миссионерской комиссии, на которой профессор А. Л. Дворкин выступит с сообщением о спорных моментах в деятельности протоиерея Олега Стеняева. Полная безосновательность выдвинутых обвинений против о. Олега была показана в аналитической записке А. И. Солодкова». Далее был приведён текст упомянутой записки. Выступление Дворкина состоялось, однако подробности не были освещены в пресс-релизе Миссионерской комиссии, а протокол заседания комиссии недоступен.

## Книги
- Свидетели Иеговы. Кто они? 1996
- Беседы на Книгу Бытия. 1999
- Человек перед лицом соблазнов: беседы на Священное Писание. 1999
- Сатанизм (Библейский опыт осмысления проблемы). 2002
- Беседы на Соборное послание св. ап. Иакова. 2002
- «Диспут со Свидетелями Иеговы». 2004
- «Кришнаиты кто они?» 2004
- Гибель первого мира. 2004
- Беседы на нагорную проповедь. 2006
- «Реабилитация лиц, пострадавших от деятельности нетрадиционных религий». 2007
- Как нам уклониться от соблазнов сегодня. 2008
- Беседы на Евангелие от Матфея. 2009
- Беседы на Апокалипсис. 2011